# Горбатый-Шуйский, Михаил Васильевич Кислой
Князь Михаил Васильевич Горбатый-Шуйский по прозванию Кислой (? — около 1550) — воевода, наместник и боярин на службе у московских царей Ивана III, Василия III и малолетнего Ивана Грозного при правительнице Елены Васильевны Глинской.
Представитель княжеского рода Горбатых-Шуйских, ветви рода удельных князей Шуйских, происходящих от князей Суздальских и Нижегородских. Рюрикович в XXI колене. Единственный сын Василий Ивановича Горбатова-Шуйского и княгини Варсонофии (погребена в Суздальском Покровском девичьем монастыре). Внук Ивана Васильевича Шуйского, носившего прозвище Горбатый, переданное его потомкам.

## Служба при Иване III
Первое упоминание о нём относится к 1492 году, когда он участвовал в военных действиях против Литвы около Дорогобужа.

## Служба при Василии III
В сентябре 1508 года был послан из главных войск первым воеводой передовых лёгких войск из Вязьмы к Дорогобужу перед основным войском на разведку. В Дорогобуже он напал на строителей, посланных для возведения укреплений и, захватив около ста человек в плен, отправил их к Василию III.
Во время Русско-литовской войны 1512—1522 гг., в октябре 1512 года во время первого похода, вместе с новгородцами и псковичами воевода Большого полка, идет от Полоцка на соединение с государевым войском в поход на Великое княжество литовское.
В 1513 году во время второго похода, второй воевода Передового полка в походе под Смоленск, в июле водил Большой полк из Великих Лук в Полоцк. В том же году первый воевода Большого полка, участвовал во взятии Великих Лук и получил боярство.
В 1514 году, как второй воевода передового полка послан к Дорогобужу, а оттуда к Смоленску, с приказом обложить город со всех сторон, в июне при пришествии Государя с войском начали осаду и в июле город приступом взяли.
В 1515 году командовал полком правой руки в Дорогобуже. Зимой этого же года первый воевода Большого полка в походе из Ржева на Литву.
В июле 1519 года вновь водил Большой полк из Ржева в Литву на города Оршу, Могилев и Минск, а затем вновь ходил на Литву с большим полком от Дорогобужа под города Молодечно, Вильно и под иные городки.
Осенью 1520 года совместно с Петром Семёновичем Лобаном-Ряполовским, был наместником в Пскове, откуда отправлен воеводой псковских и новгородских войск против поляков и литовцев, разбил их передовые отряды и разорил многие литовские уезды, возвратясь с богатыми военными трофеями и пленными.
В июне 1521 года князь Михаил Васильевич выступает к Москве с новгородскими и псковскими войсками против хана Мухаммед-Герея осадившего столицу, но по пути узнаёт о снятии блокады и возвращается обратно. В июле этого же года из-за морового поветрия в Пскове приказывает запереть с обоих концов Петровскую улицу на карантин, а сам уезжает из города. В сентябре при его участии ставят и освящают в Пскове церковь во имя святого Варлаама Хутынского.
В 1522 году, в феврале повелением великого князя и митрополита Даниила, псковичи при его участии ставят церковь Покрова Святой Богородицы, где "Мотыльня гридница" (на Петровской улице) в избавлении от морового поветрия. Летом участвовал третьим воеводой в походе Василия III к Коломне против крымцев. В этом же году пятый воевода в новом государевом походе к Коломне, в полку князя Дмитрия Фёдоровича Бельского.
В 1523 году стоял первым воеводой Передового полка в устье Осетра против крымского хана.
Весной 1524 года в походе на Казань в судовой рати был вторым воеводой большого полка, вновь с Д.М. Бельским и подойдя к Казани приняли меры для усмирения бунтующих казанцев.
В январе 1526 года присутствовал вместе с супругой на свадьбе Василия III и Елены Глинской, в качестве первого дружки со стороны невесты.
В июле 1528 года был второй, а потом первый воевода в Торопце.
В марте 1529 года в чине боярина, третий воевода в Коломне, а в июне также третьим воеводой на берегу Оки напротив устья Осетра.
В 1530 году наместник в Новгороде. В этом же году летом вновь послан к Казани вторым воеводой Большого полка судовой рати, куда пришел в июле, и соединясь с войском пришедшим по суше, разбили казанцев и их союзников близ городского предместья, взяли крепость на реке Булак и заняли в округе все "крепкие" места, после чего обложили Казань и принудили гарнизон сдаться. После этого привели всех жителей к присяге в верности Государю. В мае местничал с князем Фёдором Васильевичем Лопатой-Оболенским.
В 1531 году первый воевода в Кашире. До октября наместник в Великом Новгороде, участвовал в подписании мирного соглашения с послами магистра Ливонского ордена Вальтером фон Плеттенбергом.
В 1532 году первый воевода Большого полка в походе на Литву. Летом посылает его Государь вместе с другими воеводами в Коломну по слухам о намерении крымского хана напасть на окраины московского государства.
В августе 1533 года послан первым воеводой Передового полка в Коломну против татар Сафа Гирея и царевича Ислам Гирея. Князь Михаил Васильевич 23 ноября 1533 года находился в числе бояр, к которым обратился со своей последней волей умирающий великий князь Василий III.

## Служба при Иване Грозном
В июне 1534 года командовал передовым полком в Коломне. В этом же году послан третьим воеводой войск стоявших на берегу Оки для охранения от прихода крымцев. В ноябре этого же года отправлен из Москвы, первым воеводой Большого полка в поход на Литву. Из Боровска подошел в Смоленску, откуда пошел в поход завоевав Дубровку, Оршу, Друческ, Борисово, Прихабы, Соколен, Бобыничи, Заборовье, Свесиново, Боровичи и другие места.  Сойдясь с войсками посланные из Новгорода и Пскова воевал с ними до самой Вильно, откуда войска провернули в полоцкие земли и подошли к границам Лифляндии, где разорили многие места, вышли в марте к Опочке.
В марте 1545 года шестой воевода в Казанском походе.
В апреле 1549 года второй воевода десятого полка войск правой руки в шведском походе.
Умер около 1550 года, приняв перед смертью схиму с именем Закхей. Погребен в родовой усыпальнице в Суздале, в соборной церкви Рождества Святой Богородицы Покровского монастыря.

## Семья
Женат на Анне Дмитриевне Ховриной (Александре, погребённой возле мужа, по другим данным под колокольней этого же монастыря). Дочь казначея Дмитрия Владимировича Ховрина.
Имел детей:
- Князь Горбатый-Шуйский Фёдор Михайлович Сусло — стольник, упомянут в 1549 году пятым есаулом в шведском походе, является последним представителем мужского поколения княжеского рода Горбатые-Шуйские.
- Дочери: Елена и Евфимия (погребены рядом с родителями).

## Критика
А.Б. Лобанов-Ростовский в "Русской родословной книге", в "Историческом словаре" Д.М. Донского показана дата смерти — 1535 год. Эту же дату смерти показывает в своём труде Василий Николаевич Берх.
М.Г. Спиридов показывает дату смерти — 1549 год.
П.В. Петров в "Истории родов русского дворянства" указывает дату смерти — 1550 год.